# Funkcja jednostajnie ciągła
Jednostajna ciągłość – własność funkcji określonych między przestrzeniami metrycznymi będąca wzmocnieniem pojęcia ciągłości.
Właściwość została zdefiniowana w dziewiętnastym wieku. W 1854 Dirichlet zdefiniował teorię w jednym z wykładów, że funkcja ciągła na domkniętym przedziale jest jednostajnie ciągła, co udowodnił Heine w 1872 roku.

## Definicje
Niech {\displaystyle (X,\varrho )} i {\displaystyle (Y,\sigma )} będą przestrzeniami metrycznymi oraz niech {\displaystyle f\colon X\to Y.} Funkcję {\displaystyle f} nazywamy jednostajnie ciągłą, gdy:
- dla każdego {\displaystyle \varepsilon >0} istnieje takie {\displaystyle \delta >0,} że dla wszelkich {\displaystyle x_{1},x_{2}\in X} zachodzi nierówność {\displaystyle \sigma (f(x_{1}),f(x_{2}))<\varepsilon ,} o ile tylko {\displaystyle \varrho (x_{1},x_{2})<\delta .} Formalnie:

{\displaystyle \forall _{\varepsilon >0}\;\exists _{\delta >0}\;\forall _{x_{1},x_{2}\in X}\;\varrho (x_{1},x_{2})<\delta \Rightarrow \sigma (f(x_{1}),f(x_{2}))<\varepsilon .}
Powyższa charakteryzacja typu Cauchy’ego ma też swój odpowiednik typu Heinego:
- dla dowolnych dwóch ciągów {\displaystyle (x_{n})_{n=1}^{\infty },(y_{n})_{n=1}^{\infty }} zachodzi:

{\displaystyle \varrho (x_{n},y_{n})\to 0\Rightarrow \sigma (f(x_{n}),f(y_{n}))\to 0.}
Jeżeli przestrzenią metryczną jest zbiór liczb rzeczywistych {\displaystyle \mathbb {R} } ze standardową metryką euklidesową {\displaystyle \varrho (a,b):=|a-b|,} dla {\displaystyle a,b\in \mathbb {R} ,} to jednostajną ciągłość funkcji {\displaystyle f\colon I\to \mathbb {R} ,} gdzie {\displaystyle I\subset \mathbb {R} } jest przedziałem liczb rzeczywistych, można formalnie zapisać
{\displaystyle \forall _{\varepsilon >0}\;\exists _{\delta >0}\;\forall _{x_{1},x_{2}\in I}\;|x_{1}-x_{2}|<\delta \Rightarrow |f(x_{1})-f(x_{2})|<\varepsilon .}

## Własności funkcji jednostajnie ciągłych

### Warunki konieczne (konsekwencje)
- Każda funkcja jednostajnie ciągła jest ciągła.

Dowód. Jeśli {\displaystyle f\colon X\to Y} jest odwzorowaniem między dwiema przestrzeniami metrycznymi {\displaystyle (X,\varrho )} i {\displaystyle (Y,\sigma ),} to ciągłość {\displaystyle f} oznacza, że dla każdego punktu {\displaystyle x\in X} i każdego {\displaystyle \varepsilon >0} takie istnieje {\displaystyle \delta _{x,\varepsilon }>0} (indeks dolny przy {\displaystyle \delta } oznacza, że liczba ta zależy od {\displaystyle x} i {\displaystyle \varepsilon }) taka, że obraz {\displaystyle f(K(x,\delta _{x,\varepsilon }))} kuli {\displaystyle K(x,\delta _{x,\varepsilon })} o środku {\displaystyle x} i promieniu {\displaystyle \delta _{x,\varepsilon }} zawiera się w kuli o środku {\displaystyle f(x)} i promieniu {\displaystyle \varepsilon .} Jednostajna ciągłość {\displaystyle f} oznacza, że dla każdego {\displaystyle \varepsilon >0} istnieje takie {\displaystyle \delta _{\varepsilon }>0,} że obraz {\displaystyle f(K)} dowolnej kuli {\displaystyle K} o promieniu {\displaystyle \delta _{\varepsilon }} zawiera się w kuli o promieniu {\displaystyle \varepsilon .} Jednostajna ciągłość to zatem warunek silniejszy niż ciągłość.
- Jeśli {\displaystyle (x_{n})} jest ciągiem Cauchy’ego elementów przestrzeni {\displaystyle X} oraz {\displaystyle f\colon X\to Y} jest jednostajnie ciągła, to ciąg {\displaystyle (f(x_{n}))} jest ciągiem Cauchy’ego w przestrzeni {\displaystyle Y.}

Dowód. Niech {\displaystyle \varepsilon >0.} Na mocy jednostajnej ciągłości {\displaystyle f\colon X\to Y} istnieje taka liczba {\displaystyle \delta >0,} że dla dowolnych {\displaystyle x,y\in X} spełniających warunek {\displaystyle \varrho (x,y)<\delta } zachodzi oszacowanie {\displaystyle \sigma (f(x),f(y))<\varepsilon .} Skoro {\displaystyle (x_{n})} jest ciągiem Cauchy’ego, to istnieje taka liczba naturalna {\displaystyle N,} że dla {\displaystyle n,k\geqslant N} zachodzi {\displaystyle \varrho (x_{n},x_{k})<\delta ,} a zatem {\displaystyle \sigma (f(x_{n}),f(x_{k}))<\varepsilon } dla {\displaystyle n,k\geqslant N.} Dowodzi to, że ciąg {\displaystyle (f(x_{n}))} jest ciągiem Cauchy’ego w przestrzeni {\displaystyle Y.} {\displaystyle _{\square }}
Twierdzenie to jest kryterium pozwalającym sprawdzić, czy dana funkcja nie jest jednostajnie ciągła. Np. niech {\displaystyle f\colon (0,2)\to \mathbb {R} } będzie funkcją daną wzorem {\displaystyle f(x)=1/x.} Wówczas ciąg {\displaystyle (1/n)} jest ciągiem Cauchy’ego, jednak {\displaystyle f(1/n)=n,} czyli ciąg {\displaystyle (f(1/n))} nie jest ciągiem Cauchy’ego w {\displaystyle \mathbb {R} .} Wobec powyższego {\displaystyle f} nie jest jednostajnie ciągła.
- Niech {\displaystyle (X,\varrho )} będzie całkowicie ograniczoną przestrzenią metryczną (np. {\displaystyle X} jest ograniczonym przedziałem liczb rzeczywistych). Wówczas każda funkcja jednostajnie ciągła {\displaystyle f\colon X\to \mathbb {C} } jest ograniczona.

Dowód. Dla {\displaystyle \varepsilon =1} niech {\displaystyle \delta >0} będzie takie, iż dla dowolnych {\displaystyle x,y\in X} spełniających warunek {\displaystyle \varrho (x,y)<\delta } zachodzi oszacowanie {\displaystyle |f(y)-f(x)|<1.} Niech {\displaystyle K_{1},K_{2},\dots ,K_{n}} będzie ciągiem kul otwartych o promieniu {\displaystyle \delta ,} których suma jest równa {\displaystyle X.} Niech {\displaystyle x_{i}} będzie środkiem {\displaystyle K_{i}(i\leqslant n).} Niech {\displaystyle M=\max\{|f(x_{i})|\colon i\leqslant n\}.}
Ustalmy {\displaystyle y\in X.} Wówczas {\displaystyle y\in K_{i_{y}}} dla pewnego {\displaystyle i_{y}\leqslant n.} Ostatecznie
{\displaystyle |f(y)|=|f(y)-f(x_{i_{y}})+f(x_{i_{y}})|\leqslant 1+M,}
co dowodzi ograniczoności {\displaystyle f.} {\displaystyle _{\square }}

### Warunki wystarczające
- Każda funkcja spełniająca warunek Lipschitza jest jednostajnie ciągła.

Dowód. Niech {\displaystyle f\colon X\to Y} będzie funkcją spełniającą warunek Lipschitza ze stałą {\displaystyle L.} Niech {\displaystyle x_{1},x_{2}\in X} oraz niech dany będzie {\displaystyle \varepsilon >0.} Gdy {\displaystyle \delta =\varepsilon /L,} to {\displaystyle \sigma (f(x_{1}),f(x_{2}))\leqslant L\cdot \varrho (x_{1},x_{2})\leqslant L\cdot \varepsilon /L=\varepsilon ,} o ile tylko {\displaystyle \varrho (x_{1},x_{2})\leqslant \delta .} {\displaystyle _{\square }}
Warunek Lipschitza jest warunkiem wystarczającym, ale nie koniecznym ciągłości jednostajnej. Przykładem funkcji jednostajnie ciągłej, która nie spełnia warunku Lipschitza, jest pierwiastek kwadratowy: {\displaystyle f(x)={\sqrt {x}}} na przedziale {\displaystyle [0,1].}
- Każda funkcja ciągła na przestrzeni zwartej jest jednostajnie ciągła (twierdzenie Heinego-Cantora).

- W szczególności, każda funkcja określona i ciągła na przedziale domkniętym {\displaystyle [a,b]} jest jednostajnie ciągła. Na przedziale otwartym już tak nie musi być, na przykład funkcja {\displaystyle f(x)=1/x} na przedziale (0, 1) jest ciągła, ale nie jest jednostajnie ciągła. Jeśli jednak granice funkcji na otwartych końcach przedziału istnieją, to na takim przedziale funkcja również będzie jednostajnie ciągła[potrzebny przypis].

## Uogólnienie na przestrzenie liniowo-topologiczne
Niech {\displaystyle U,V} będą przestrzeniami liniowo-topologicznymi. Mówimy, że odzworowanie {\displaystyle f\colon U\longrightarrow V} jest jednostajnie ciągłe, jeśli:
dla każdego otoczenia {\displaystyle B} zera przestrzeni {\displaystyle V} istnieje otoczenie {\displaystyle A} zera przestrzeni {\displaystyle U} takie, że dla każdych {\displaystyle v_{1},v_{2}\in A} zachodzi: {\displaystyle v_{1}-v_{2}\in A\Rightarrow f(v_{1})-f(v_{2})\in B.}

## Literatura dodatkowa
- J.B. Conway, Functions of One Complex Variable I (Graduate Texts in Mathematics 11). Springer-Verlag. ISBN 0-387-90328-3, s. 25–28.
- S.C. Malik, Principles of Real Analysis, New Age International, 1982, s. 127–129.
- Kazimierz Kuratowski, Rachunek różniczkowy i całkowy, Wydawnictwo Naukowe PWN, Warszawa 2020.
- Wojciech Kryszewski, Wykład analizy matematycznej, cz. 1: Funkcje jednej zmiennej, Wydawnictwo Naukowe UMK, 2009. ISBN 978-83-231-2352-1.